# Megaselia serotina
Megaselia serotina är en tvåvingeart som beskrevs av Borgmeier 1962. Megaselia serotina ingår i släktet Megaselia och familjen puckelflugor. Inga underarter finns listade i Catalogue of Life.